# Shimazu Hisamitsu
El príncipe Shimazu Hisamitsu (島津 久光?  Castillo Kagoshima, Kagoshima, 28 de noviembre de 1817 - Japón, 6 de diciembre de 1887), también conocido como Shimazu Saburō (島津 三郎?), fue un samurái del período Edo. Hermano menor del daimyō Shimazu Nariakira, Hisamitsu sirvió como regente de su hijo menor, Tadayoshi, quien se convirtió en el duodécimo y último daimyō del dominio de Satsuma. Hisamitsu fue una pieza clave en los esfuerzos de los clanes sureños de Satsuma, Chōshū y Tosa para derrocar al shogunato Tokugawa. 

## Biografía
Hisamitsu nació el 28 de noviembre de 1817 en el castillo Kagoshima, como hijo del décimo daimyō, Shimazu Narioki. Su madre fue una concubina llamada Yura. Su nombre de nacimiento era Kanenoshin, y fue brevemente adoptado por el clan Tanegashima como heredero, pero fue devuelto a la familia Shimazu cuando aún era un niño. A la edad de ocho años, fue adoptado en los Shigetomi-Shimazu, una familia filial de la casa principal de Shimazu. Kanenoshin, ahora llamado Matajirō, alcanzó la mayoría de edad en 1828 y tomó un nombre de adulto, Tadayuki (忠教).
A la edad de 22 años, después de casarse con la hija del antiguo señor Shigetomi, Tadakimi, heredó la jefatura de la familia. Fue apoyado como candidato para la sucesión de la casa principal de Shimazu durante el O-Ie Sōdō (una serie de disputas entre los samurái y la aristocracia). Su medio hermano, Nariakira, ganó la disputa y sucedió a su padre como señor de Satsuma; sin embargo, después de la muerte de Nariakira en 1858, el joven hijo de Tadayuki, Mochihisa (más tarde conocido como Tadayoshi) fue elegido como próximo señor de Satsuma. Tadayuki ganó una posición de primacía en Satsuma, debido a su condición de padre del señor. Regresó a la casa principal de Shimazu en 1861, y fue entonces cuando cambió su nombre a Hisamitsu.
En 1862, Hisamitsu viajó a Kioto, donde formaría parte del movimiento político cada vez más centrado en Kioto de la década de 1860; siendo parte de la facción política kōbu-gattai. Fue durante el regreso de Hisamitsu de una estancia en Edo, cuando tres ciudadanos británicos que viajaban en caballo ofendieron a sus criados al negarse a desmontar o hacerse a un lado. El hecho de que no acataran la etiqueta adecuada dio como resultado una discusión, una persecución y uno de ellos fue asesinado, suceso que llegó a conocerse como el incidente de Namamugi. 
Hisamitsu permaneció en el núcleo del movimiento kōbu-gattai en Kioto, hasta la alianza secreta de Satsuma con los hombres de Chōshu. Apoyó las acciones militares del dominio Satsuma en la guerra Boshin, y se retiró poco después de la restauración Meiji. En la era Meiji, se le dio el rango de príncipe (kōshaku, 公爵), el más alto de la recién creada nobleza de kazoku y que le fue otorgado por la participación de su clan durante la restauración. Hisamitsu murió en 1887, a la edad de 70 años. Fue enterrado en la prefectura de Kagoshima.

## Honores
- Gran Cordón de la Orden del Sol Naciente (15 de julio de 1881)
- Príncipe (7 de julio de 1884)
- Gran Cordón de la Orden del Crisantemo (5 de noviembre de 1887)

### Orden de precedencia
- Cuarto rango juvenil (marzo de 1864)
- Cuarto rango (16 de mayo de 1864)
- Tercer rango (Sexto día, tercer mes del segundo año de Meiji (1869))
- Segundo rango (día 13, noveno mes del cuarto año de Meiji (1871))
- Segundo rango superior (17 de junio de 1879)
- Primer rango juvenil (21 de septiembre de 1887)